# Aokautere
Aokautere est une banlieue de la ville de Palmerston North, située dans la région de Manawatu-Wanganui, dans l’île du Nord de la Nouvelle-Zélande.

## Situation
Elle est située dans les falaises de la rive sud du fleuve Manawatu.

## Toponymie
La ville d’Aokautere est dénommée d’après Te Aokautere, un grand chef des Rangitane durant la fin du XVIIIe siècle. 
Au XIXe siècle, la ville fut connue sous le nom de Fitzherbert, d’après l’homme politique William Fitzherbert, qui fit la promotion de la colonisation de la région de Manawatū (en).
Le bâtiment de la Fitzherbert East Dairy Factory porte toujours ce nom actuellement .

## Population
En 2001, la ville avait une population de 2 244 résidents.

## Attractions
Aokautere est une banlieue en croissance rapide. 
Elle est notable pour sa vue sur la chaîne Ruahine et la chaîne des Tararua (avec sa ferme d’éoliennes (en)).
Par temps clair, il est possible d’apercevoir le mont Ruapehu.
Le mémorial du Park Anzac  était aussi une des attractions favorites, jusqu’à sa fermeture.
Aokautere est aussi le siège de l’Institut Pacific United (en)

## Rues principales
Les principales rues sont :
- Summerhill Drive
- Ruapehu Drive
- Aokautere Drive
- Turitea Road
- Old West Road
- Pahiatua Track
- Fitzherbert East Road

## Gouvernance
- Aokautere est une partie du ward d'Ashhurst, (anciennement une partie du ward d'Ashhurst-Fitzherbert), dans le cadre du conseil de la ville de Palmerston North.

Elle partage cela avec les autres banlieues, en particulier celles de Linton et Turitea.
- Avant l’année 1996, Aokautere était une partie du secteur électoral de Manawatu.

Toutefois du fait de la réforme du système électoral à partir du passage des FPP au MMP, les limites du secteur électoral de Palmerston North furent redessinées pour y inclure Aokautere.
- En 2007, les limites du secteur électoral de Palmerston North furent à nouveau redessinées et la ville d’Aokautere fut incluse dans le secteur électoral de Rangitikei.

En 2012, Rangitikei est représenté par le député National MP Ian McKelvie (en), nommé en remplacement de Simon Power, qui s’est retiré de la politique. McKelvie fut élu de plein droit en 2011.